# 反硝化反应

氮循環.

脫硝反应（英語：denitrification，亦称为脫硝作用、脫氮作用）是指细菌将硝酸盐（NO3−）中的氮（N）通过一系列中间产物（NO2−、NO、N2O）还原为氮气分子（N2）的生物化学过程。参与这一过程的细菌统称为脫硝細菌或脫氮細菌。
脫硝化菌在无氧条件下，以将硝酸盐（NO3−）为电子受体完成呼吸作用（respiration）以获得能量。这一过程是硝酸盐呼吸（nitrate respiration）的两种途径之一，另一种途径是另一类是硝酸异化还原成铵盐（Dissimilative reduction of nitrate to ammonia, DRNA）。

## 反应
总的脫硝过程可以用以下方程式表示：
2 NO3− + 10 e− + 12 H+ → N2 + 6 H2O, ΔG0 = −333 kJ/mol
其中包括以下四个还原反应：
1. 硝酸盐（NO3−）还原为亚硝酸盐（NO2−）：2 NO3− + 4 H+ + 4 e− → 2 NO2− + 2 H2O
2. 亚硝酸盐（NO2−）还原为一氧化氮（NO）：2 NO2− + 4 H+ + 2 e− → 2 NO + 2 H2O
3. 一氧化氮（NO）还原为一氧化二氮（N2O）：2 NO + 2 H+ + 2 e− → N2O + H2O
4. 一氧化二氮（N2O）还原为氮气（N2）：N2O + 2 H+ + 2 e− → N2 + H2O

以上四个反应均为放热反应，所以在无氧或缺氧条件下，细菌可以将硝酸盐（NO3−）作为电子传递链（ETC）的最终电子受体（TEA, terminal electron acceptor），来完成物质能量交换。

## 脫硝菌
脫硝菌在自然界以各种形式广泛存在，如：
- Paracoccus denitrificans（自养，氧化氢气H2）
- Thiobacillus denitrificans（自养，氧化硫化物（S2−）或者硫代硫酸盐（S2O32−））
- Pseudomonas stutzeri（异养，氧化有机碳）

脫硝菌主要为原核生物，大量存在于在α-, β- 和γ-变形菌纲中。已知的脫硝菌的属有Achromobacter, Acinetobacter, Agrobacterium, Bacillus, Chromobacterium, Flavobacterium, Spirillum, Vibrio, Halobacterium, Methanomonas, Pseudomonas等。
尽管已经发现了自營脫硝菌，但上述脫硝过程主要由异營脫硝菌来完成。

## 应用及意义
脫硝反应在自然界具有重要意义，是氮循环的关键一环，它和無氧氨氧化（Anammox）一起，组成自然界被固定的氮元素重新回到大气中的途径。
在环境保护方面，脫硝化反应和硝化反应一起可以构成不同工艺流程，是生物除氮的主要方法，在全球范围内的污水处理厂中被广泛应用。污水处理中所利用的脫硝菌为异养菌，其生长速度很快，但是需要外部的有机碳源，在实际运行中，有时会添加少量甲醇等有机物以保证反硝化过程顺利进行。

## 外部連結
- Denitrification - an overview（页面存档备份，存于）
- What Is Denitrification?（页面存档备份，存于）